# 黄花九轮草

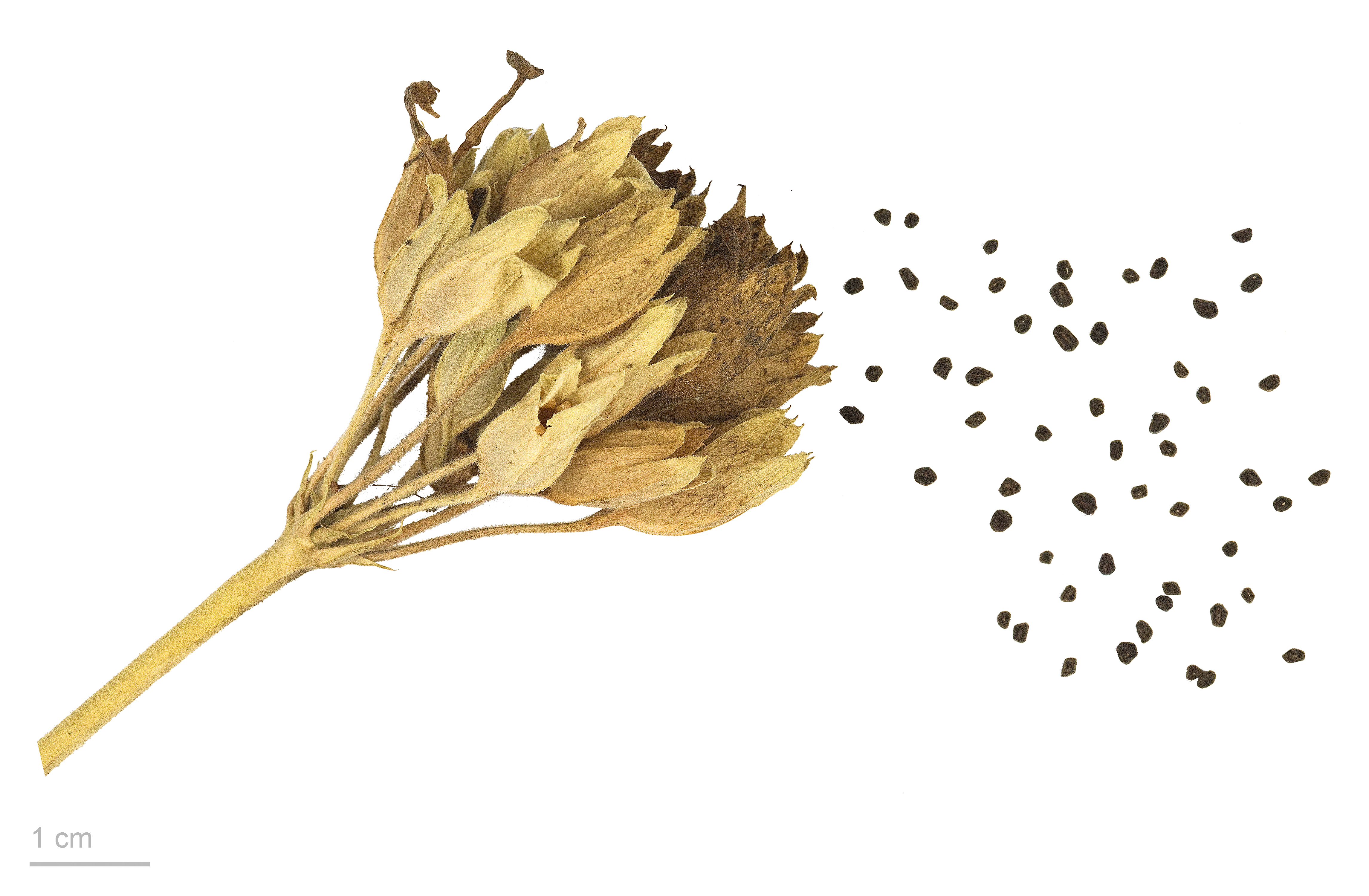
果实与种子

黃花九輪草（學名：Primula veris）是報春花科報春花屬多年生草本植物。該物種的原生地在大部份的溫帶歐洲和西亞地區，雖然在蘇格蘭西北部的大部分北部地區並沒有它的踪跡，但它再次出現在最北端的薩瑟蘭和奧克尼群島以及斯堪的納維亞半島。
該物種經常與歐報春雜交形成多花報春（Primula ×polyantha）。多花報春經常與高報春（Primula elatior）混淆。

## 扩展阅读
- 維基物種上的相關：黄花九轮草